# Wesley Coe
Wesley William Coe, Jr. (Boston, Massachusetts, 8 de maig de 1879 – Bozeman, Montana, 24 de desembre de 1926), a vegades anomenat William Wesley Coe, Jr., va ser un atleta estatunidenc, especialista en el llançament de pes, tot i que també practicà el llançament de martell i de disc i el joc d'estirar la corda, que va competir a principis del segle xx.
Nascut a Boston, Estats Units, de jove es traslladà a Anglaterra per estudiar a la Universitat d'Oxford. Allà es proclamà campió de llançament de pes d'Anglaterra el 1901 i 1902. El 1902 tornà als Estats Units i el 1904 va prendre part en els Jocs Olímpics de Saint Louis, on guanyà la medalla de plata en la prova del llançament de pes.
Entre 1905 i 1907 Coe va establir diversos rècords del món en llançament de pes. Com a membre de l'equip d'atletisme del Michigan Wolverines guanyà el campionat intercol·legial de llançament de pes de 1906, alhora que quedava segon en el de disc.
El 1908, als Jocs de Londres, finalitzà en quarta posició de la prova del llançament de pes.
El 1920, amb 41 anys, es proclamà campió britànic de pes de 56 lliures.